# Luchtmans (uitgeverij)

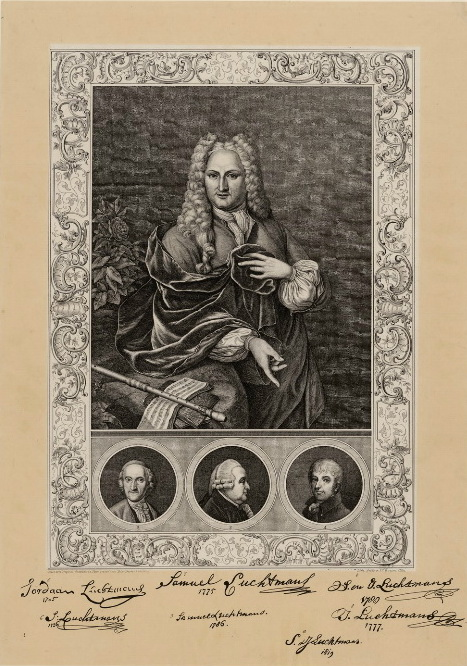
Portretten van Samuel I, II, II en Johannes Luchtmans

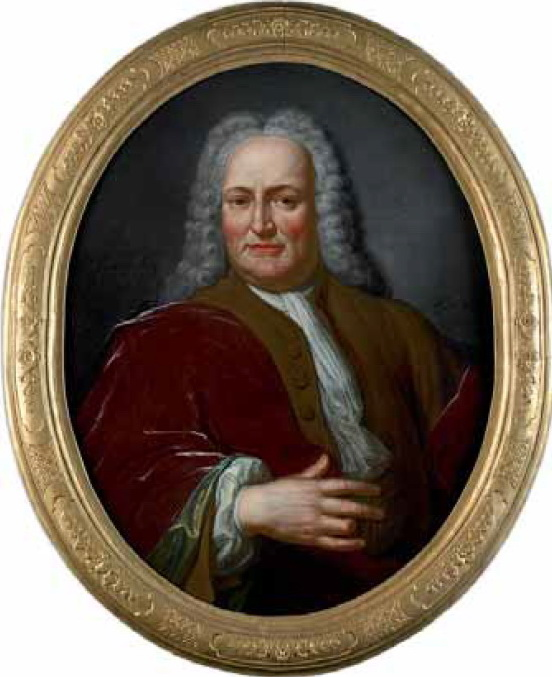
Samuel Luchtmans I

Luchtmans was een uitgeverij, boekhandel en drukkerij die van 1683 tot 1848 als familiebedrijf bestond in de Nederlandse stad Leiden en voortgezet is door de aldaar nog altijd gevestigde uitgeverij Brill.

## Geschiedenis
De stamreeks van de familie Luchtmans begint met Jordaan Luchtmans die in Woudenberg woonde en daar na 1650 overleed. Zijn kleinzoon Jordaan (1652-1708) vestigde zich in Leiden in 1683 als boekdrukker en boekverkoper en werd daarmee de stichter van het familiebedrijf, dat nadat het werd 'overgenomen' door de familie Brill nog steeds bestaat als uitgeverij Koninklijke Brill NV. In 1918 werd de familie Luchtmans opgenomen in het genealogische naslagwerk Nederland's Patriciaat.

#### Jordaan Luchtmans (1683-1708)
Jordaan Luchtmans was de eerste Luchtmans in het boekhandelsvak. Na zijn eerste leerjaren in Den Haag ging hij in Leiden in de leer bij de boekhandelaars gebroeders Gaesbeeck. Op 17 mei 1683 werd hij zelfstandig ingeschreven als boekhandelaar bij het Leidse boekengilde. Jordaan vestigde zich vlak bij de Universiteit Leiden in het pand Rapenburg 69B, dat hij gebruikte als winkel en woonhuis. In die buurt waren indertijd vrijwel alle boekhandels en uitgeverijen gevestigd, want bij de universiteit was veel vraag naar wetenschappelijke uitgaven en waren er geleerden die hun werk wilden publiceren. Luchtmans was toen al - net als het huidige 'Brill' - gespecialiseerd in taalkundige en theologische boeken. Dat was een logische combinatie omdat voor de Bijbelstudie werd teruggegrepen op bronnen uit het Midden-Oosten, zoals Aramees, Hebreeuws, maar ook Grieks. Jordaan was handelaar en uitgever. Tussen 1683 en 1708 gaf publiceerde hij in totaal zo'n 170 werken, waarvan ongeveer 120 wetenschappelijke.

#### Samuel Luchtmans (I) (1708-1757)

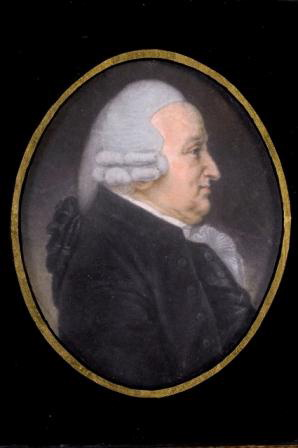
Johannes Luchtmans

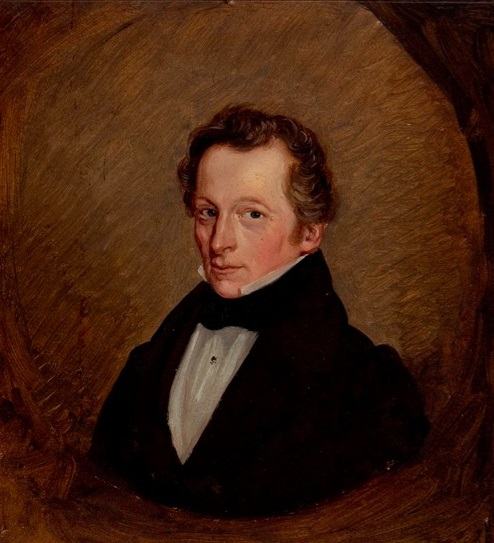
Johannes Bodel Nijenhuis

Samuel Luchtmans zette de firma als enige zoon voort bij het overlijden van zijn vader in 1708 (al nam hij de zaak officieel pas over van zijn moeder in 1710). In 1720 begon Samuel naast de boekhandel en uitgeverij ook een eigen boekdrukkerij. De zaken gingen goed en in augustus 1730 kreeg hij ook het contract als stadsdrukker en Academiae Typographus. Hij vervulde belangrijke functies in het gilde: op 1 januari 1714 werd hij hoofdman en daarna deken.

#### Samuel Luchtmans (II) en Johannes Luchtmans (1755-1809)
Samuel Luchtmans droeg de firma op 31 december 1755 over aan zijn beide zonen Samuel en Johannes Luchtmans. De zaken bleven zich voorspoedig ontwikkelen. De broers kregen het contract van stads- en universiteitsboekdrukker, en maakten diverse zakenreizen naar Duitsland, Engeland en Frankrijk. Hun internationale contacten strekten zich uit tot in Constantinopel en Amerika.
Samuel, die een zwakke gezondheid had, overleed op 18 september 1780, waarna Johannes het bedrijf voortzette.

#### Samuel Luchtmans (III) (1809-1812)
Samuel Samuelszn. was na zijn studie toegetreden tot de firma, die sinds het overlijden van zijn vader in 1780 door zijn oom Johannes Luchtmans was voortgezet. Samuel had echter meer belangstelling voor functies in het openbaar bestuur van de stad Leiden en liet de bedrijfsvoering grotendeels aan Johannes over. Bij het overlijden van zijn oom Johannes in 1809 zette Samuel de firma nog een drietal jaren alleen voort tot zijn overlijden in 1812.

#### Johannes Brill (1812-1821)
De firma Luchtmans vererfde in de vrouwelijke lijn op Johannes Bodel Nijenhuis, de zoon van Magdalena Henriëtta Luchtmans (1769-1799), dochter van Johannes Luchtmans. Zij was getrouwd met de arts Everhardus Bodel Nijenhuis (1765-1816). Omdat Johannes Bodel Nijenhuis nog studeerde behield de reeds in 1802 aangestelde bedrijfsleider Johannes Brill (1767-1859) de dagelijkse leiding.

#### Johannes Bodel Nijenhuis (1821-1848)
In 1821 trad Johannes Bodel Nijenhuis toe tot de leiding van de firma. In de praktijk bleef Johannes Brill belast met de dagelijkse leiding. Bodel Nijenhuis redigeerde diverse boeken en stelde veel verkoopcatalogi samen. Hij had grote belangstelling voor landkaarten (en alles wat daarmee samenhing) en legde een grote verzameling aan. In 1848 besloten de beide Johannessen zich terug te trekken en werd een koper gezocht.